# スラッガーII
スラッガーII（スラッガーII）は、1989年7月にSANKYOが発売した、センター役物内にスラッガーが配置されている野球をモチーフにしたパチンコ機のシリーズ名。
スラッガーIIの1機種がある。

## 概要
貯留型の羽根モノタイプ。大きな役物内の中央には右打ちのスラッガーと、左右には野手が配置されている。バットでボールを打つという野球の最も基本的な動作を役物に取り入れている。始動チャッカーに入賞すると、スラッガーがバットをスイングすると同時に、両側の野手は左右に動く。始動チャッカー入賞後にタイミングよく玉が役物内に拾われると、スラッガーのスイングに玉が当たり、前方に飛ばす動きを見せる。役物内は上段ステージと下段ステージに分かれており、下段中央のVゾーン周辺には山型の突起がある。この山型突起を乗り越えてV入賞となるので、羽根に拾われた玉が上段から下段へ落下中にスラッガーのバットに当たることが重要である。1989年当時、賞球数がALL13の機種が各メーカーからも発売されており、本機も当時主流であったスペックの機種のひとつである。
同年に発売された羽根モノタイプの機種として、同社から1989年に発売されたドッキリマンSPがある。
賞球数がALL13の羽根モノタイプの機種として、同社から1995年に発売されたグレート夢夢がある。

本機は、台ごとのクセが強い台である。バットに当たった玉は左方向に飛ぶことが多いが、良いクセの台であれば、スラッガーのバットの角度の違いが影響し、右方向に飛ぶこともある。良いクセの台の場合、他の台であればハズレ穴に向かう玉もVゾーンへと入ることが多かった。

## スペック
- スラッガーII
  - 賞球数 ALL13
  - 大当たり最高継続 8R
  - 最大貯留 4個

## 演出
通常時の羽根開放時間は、1チャッカーと2チャッカーともに0.5秒である。1チャッカー入賞時にはスラッガーが5回バットを振り、野手が7回左右に小刻みに動く。2チャッカー入賞時はスラッガーがバットを振る回数は11回に増え、野手が左右に動く回数も14回に増えるので、V入賞のチャンスが大きく広がるようになっている。大当たり中は左右に最大2個ずつの玉を貯留することが可能で、4カウント後に下段両側の野手が左右に動いて貯留を解除する。

スラッガーがバットを振る動作は、完全に振り切るのではなく、体の少し後ろからバットが盤面と平行になるくらいまでの小さな範囲で行われる。バットに当たった玉は左方向に飛ぶことが多く、うまく玉がVゾーン方向へ飛んでも、Vゾーンの前には大きな山型の突起があるので、玉が左右に振り分けられることが多い。左右に振り分けられた玉は、全てハズレ穴に向かうわけではなく、野手の動きによってはうまく中央に弾かれることがある。
左右に行った玉も野手に突き飛ばされてVに入ることもある。—『パチンコ必勝ガイド9月号』p123
役物の構造が左右対称ではない事も、ゲーム性に大きな影響を与えている。バットの角度の関係で、当たった時に玉が飛ぶ方向は、左：中央：右にそれぞれ、5：3：1の比率となる。

通常時や大当たり時のBGMも野球を連想させるものとなっている。2チャッカー入賞時も野球場を連想させるメロディーとなっており、Vゾーン入賞時にも典型的なマーチのイントロが流れる。大当たり中のBGMはマーチ風かつ、突撃ラッパ風である。最終ラウンドに流れるメロディー含め、全体を通してBGMに一貫性がある。

## サウンドトラック
- 『The Pachinko Music from SANKYO』キングレコード、1989年9月8日。140A 7714。
  - BGMが収録されている。